# Hiéroglyphe égyptien N8

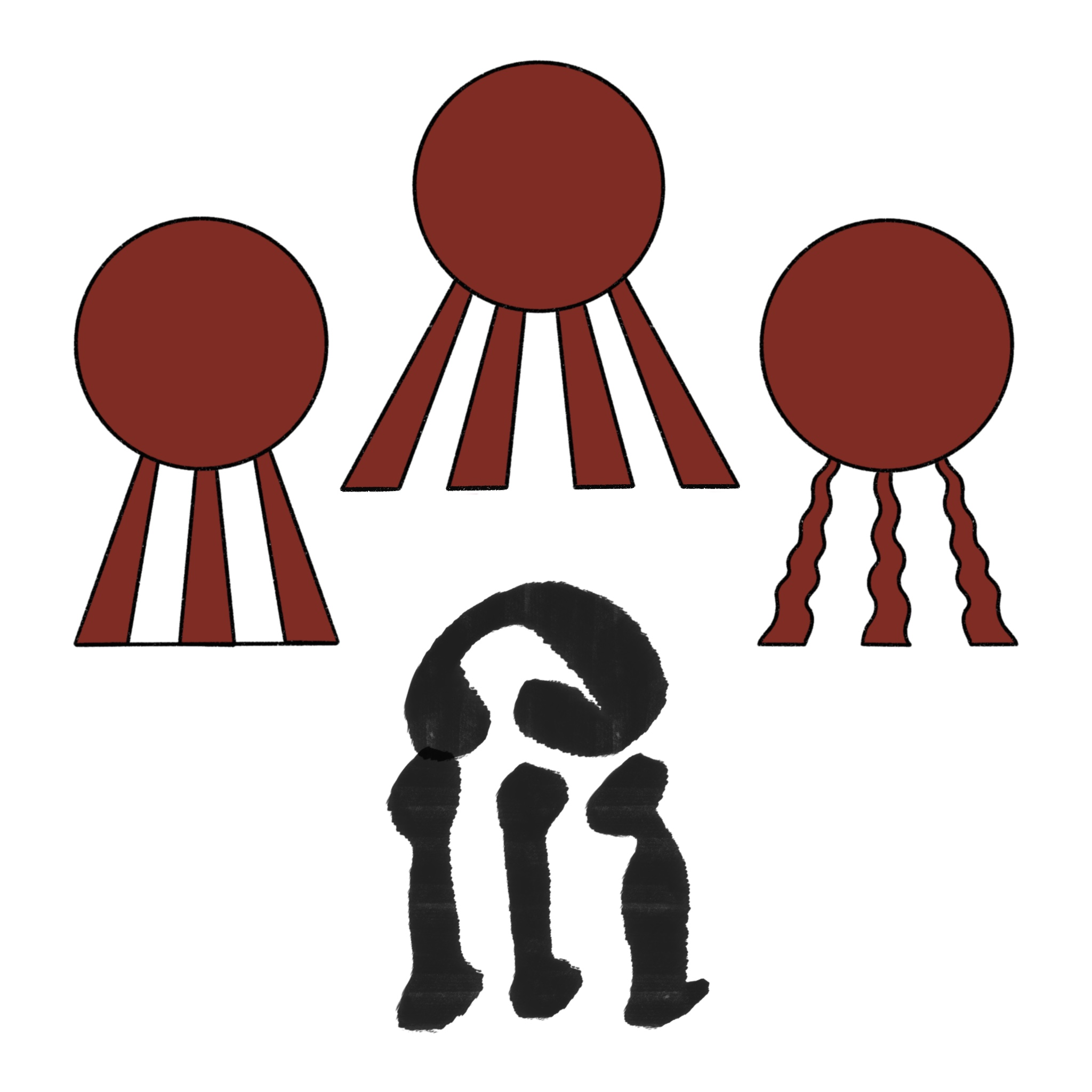
Version hiératique et hiéroglyphique

Le soleil rayonnant en hiéroglyphes égyptiens, est classifié dans la section N « Ciel, terre, eau » de la liste de Gardiner ; il y est noté N8.

## Représentation
Il représente le disque solaire (hiéroglyphe N5) dardant trois rayons, parfois quatre mais rarement plus. Ces rayons sont souvent ondulés ou bute parfois sur un trait (peu être par assimilation avec N7). Il est translittéré ȝḫw, jȝḫw, wbn ou ḥnmmt.

## Utilisation
| N8 | w | A40 | / | A | x | w | N8 |

| N8 | w | A40 | / | A | x | w | N8 |

| N8 | w | A40 | / | i | A | x | w | N8 |

| N8 | w | A40 | / | i | A | x | w | N8 |

Pyramides.
C'est un déterminatif du champ lexical de la lumière du soleil.
| w | b | n · N8 |

| w | b | n · N8 |

| N8 | nw · W | F51 |

| N8 | nw · W | F51 |

| N8 | m | m | t | A1 · B1 · Z2 |

| N8 | m | m | t | A1 · B1 · Z2 |

## Exemples de mots
| p | s | D | N8 |

| p | s | D | N8 |

| s | n · k | t · N8 |

| s | n · k | t · N8 |

| s | t | F29 | w&t | N8 |

| s | t | F29 | w&t | N8 |